# 곤도 마사나리

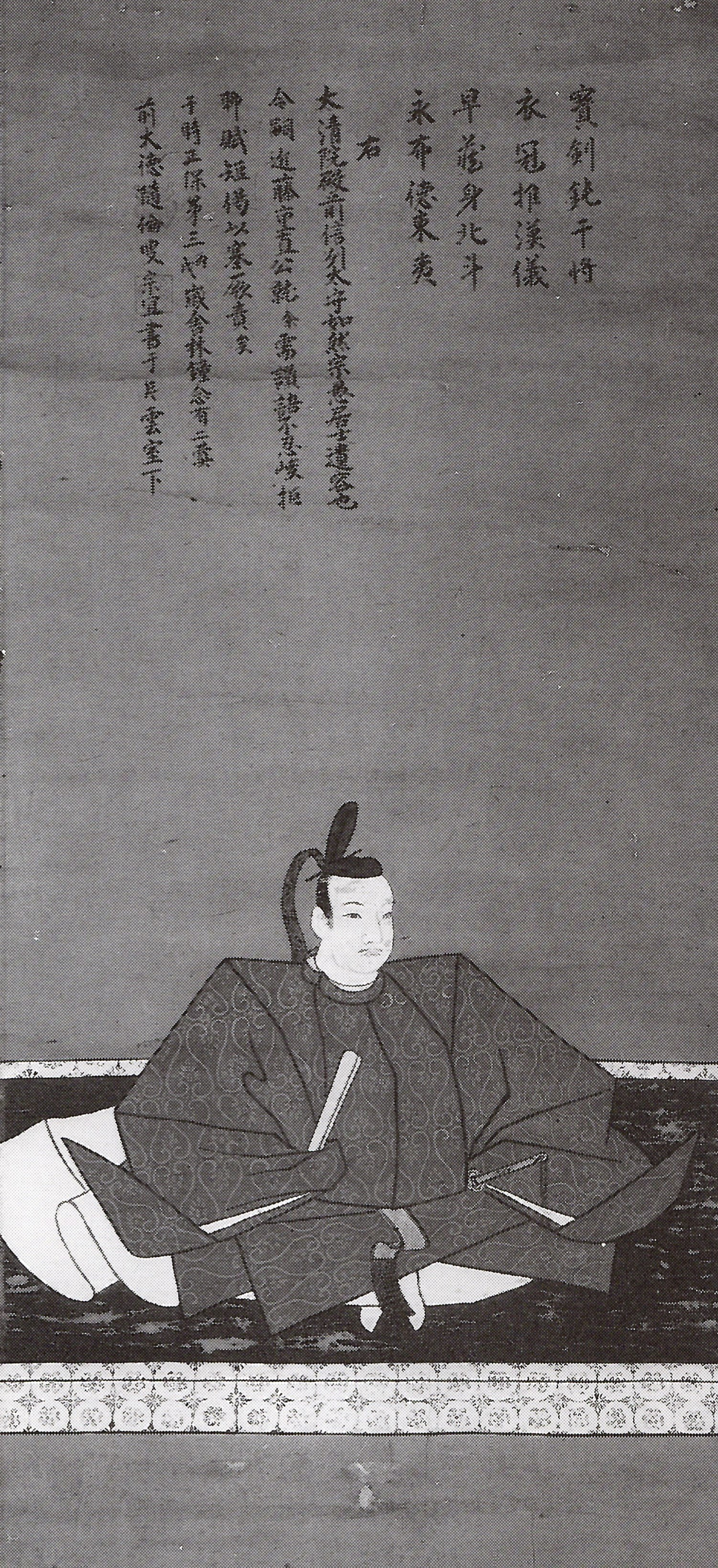
곤도 마사나리

곤도 마사나리(近藤政成)는 에도 시대 초기의 다이묘이다. 시나노 곤도번주. 호리 히데마사의 4남이다.
|  | 곤도번 번주 1610년 ~ 1618년 | 후임 번세자 시게나오가 어린 이유로 영지 삭감 및 폐번 |